# Матіно
Матіно (італ. Matino, сиц. Matinu) — муніципалітет в Італії, у регіоні Апулія,  провінція Лечче.
Матіно розташоване на відстані близько 520 км на південний схід від Рима, 165 км на південний схід від Барі, 36 км на південь від Лечче.
Населення — 11 648 осіб (2014).
Щорічний фестиваль відбувається 23 квітня. Покровитель — святий Юрій.

## Демографія
Населення за роками:

Станом на 1 січня 2023 року в муніципалітеті офіційно проживали 242 іноземці з 28 країн, серед них 130 громадян країн Євросоюзу та 6 громадян України.

## Сусідні муніципалітети
- Алеціо
- Казарано
- Коллепассо
- Галліполі
- Меліссано
- Парабіта
- Тав'яно